# Scilla cydonia
Scilla cydonia ist eine Pflanzenart aus der Gattung der Blausterne (Scilla) in der Familie der Spargelgewächse (Asparagaceae).

## Merkmale
Scilla cydonia ist ein Zwiebelgeophyt. Die relativ kleinen Zwiebeln sind eiförmig und innen weiß. Ihr Durchmesser beträgt 1 bis 1,4 Zentimeter, ihre Länge 1,5 bis 2 Zentimeter. Ihre Hülle ist braun, die Wurzeln sind unverzweigt und weiß. Sie sind aus ungefähr vier Jahre speichernden, dachziegelig übereinanderliegenden Zwiebelblättern aufgebaut. Die zwei bis vier Laubblätter sind 8 bis 10 Zentimeter lang, 2 bis 7 Millimeter breit und rinnig; sie erscheinen gleichzeitig mit dem schlanken, zylindrischen Schaft.
Der Blütenstand ist eine offene, nur aus ein bis vier sternförmigen Blüten bestehende Traube. Die aufrechten Blütenstiele sind 4 bis 15 mm lang. Die Tragblätter sind winzig oder fehlen. Die wenig ansehnlichen Blüten entwickeln sich aus grünen Knospen. Die Blütenhüllblätter messen 5 bis 8 × 1,5 bis 2,6 Millimeter. Ihre Oberseite ist „Deep Greyish Lavender“ (Ridgway XLIII/57''' d) bis weinrötlich („Pale Wistaria Violet“ XXIII/59' f) gefärbt, ihre Unterseite grünlich. Die Staubfäden sind fadenförmig, ähnlich wie das Perigon gefärbt und messen 5 × 0,7 Millimeter. Der Fruchtknoten, an dem die vertrockneten Blütenhüllblätter verbleiben, ist kugelig und 2 Millimeter groß. Seine gelbe Grundfarbe wird an manchen Stellen weinrötlich überlagert. Der Griffel ist 2 Millimeter lang. Je Fach sind vier kugelige Samenanlagen vorhanden. Nach der Blüte beginnen sich die Schäfte flach auf den Boden zu legen. Die Kapseln sind unregelmäßig kugelig und bleiben lange saftig. Bei der Reife öffnen sie sich in der oberen Hälfte lokulizid ventrifrag. Die glatten, anfangs glänzenden, schwarzen. 2 Millimeter großen Samen sind kugelig und haben ein glänzend weißes Elaiosom, das der Ameisenverbreitung dient.
Die Blütezeit reicht von Februar bis März, in höheren Lagen bis April.
Scilla cydonia ist diploid mit einer Chromosomenzahl von 2n = 18.

## Vorkommen
Scilla cydonia kommt in Macchien des Hügellandes West-Kretas in einer Höhenlage um 300 m sowie in degradierten Bergwäldern des Kali Limni bei 1100 bis 1200 m auf Karpathos vor.

## Systematik
Die Erstbeschreibung von Scilla cydonia erfolgte 1998 durch Franz Speta. Die Analyse von Plastiden-DNA-Sequenzdaten weist der Art innerhalb von Scilla s. str. einen Platz an der Basis zu.

## Belege
- Franz Speta: Die Scilla-Arten (Hyacinthaceae) der griechischen Inseln Kreta und Karpathos. In: Linzer Biologische Beiträge. Band 30, Nr. 1, Linz 1998, S. 431–437 (zobodat.at [PDF]).